# 구 목포 일본영사관
구 목포 일본영사관(舊 木浦 日本領事館)은 대한민국 전라남도 목포시 영산로에 있는 건축물이다. 1981년 9월 25일 대한민국의 사적 제289호로 지정되었다.

## 개요
조선 광무4년(1900)에 건립되어 1907년까지 일본 영사관으로 사용되었다. 이후 1914년부터 목포부청사, 1974년부터 목포시립도서관, 1990년부터 2009년까지 목포 문화원으로 사용되었다.
해안에서 1km가량 떨어진 유달산 기슭에 위치하며, 붉은 벽돌을 이용한 2층의 르네상스 양식 건물이다. 건물 평면은 장방형으로 중앙 바깥쪽으로 현관을 두었고, 내부 바닥을 나무로 구성하였으며, 우진각 지붕으로 이루어졌다. 대리석으로 치장한 벽난로와 당시 사용하던 거울 등이 원형 그대로 잘 남아있다.
일제 침략의 현장으로서 역사적 교훈을 주는 교육의 장으로 보존가치가 있다.

## 역사
- 1897년 : 10월 1일 목포항이 개항이 되면서 그 해 10월 26일, 목포에 일본 영사관이 설치되었다.
- 1900년 : 일본 영사관은 그전에 조선 수군의 만호청을 빌려 사용하다가 지금의 건물을 1월에 건설을 시작, 12월에 완공하여 1907년까지 일본 영사관 건물로 사용하였다.
- 1914년 : 목포부청사로 사용하였다.
- 1947년 : 목포시청사로 사용하였다.
- 1974년 : 목포시립도서관으로 1989년까지 이용되었다.
- 1981년 : 대한민국의 사적 제289호로 지정되었다.
- 1990년 : 목포문화원으로 2009년까지 이용되었다.
- 2014년 : 목포근대역사관 본관으로 사용한다.

## 참고 자료
- 구 목포 일본영사관 - 국가유산청 국가유산포털